# Müllheim (Turgovia)
Müllheim es una comuna suiza situada en el distrito de Frauenfeld, en el cantón de Turgovia. Tiene una población estimada, a fines de 2021, de 3182 habitantes.
Los municipios vecinos son Pfyn y Homburg, en el distrito de Frauenfeld; Raperswilen, en el distrito de Kreuzlingen, y Wigoltingen, en el distrito de Weinfelden.